# Tricyphona (Tricyphona) bianchii
Tricyphona (Tricyphona) bianchii is een tweevleugelige uit de familie Pediciidae. De soort komt voor in het Nearctisch gebied.